# Ben Hebert
Ben Hebert (ur. 16 marca 1983 w Reginie, Saskatchewan) – kanadyjski curler, mistrz olimpijski 2010, mistrz świata 2008. Obecnie gra w The Glencoe Club jako otwierający w drużynie Kevina Koe, wcześniej związany był z ekipą Kevina Martina.
W 2003 Hebert wystąpił na mistrzostwach świata juniorów, był rezerwowym w drużynie Steve’a Laycocka. Podczas mistrzostw Ben Hebert wziął udział tylko w jednym spotkaniu (Kanada-Rosja 16:2), Kanadyjczycy zdobyli wówczas tytuł mistrzów świata.
Hebert w rodzinnym Saskatchewanie grał w Davidson Curling Club na pozycji otwierającego w zespole Pata Simmonsa. W tej drużynie wystąpił dwukrotnie w Brier, w 2005 i 2006, mistrzostwa te kończył bilansem 6-5 i 5-6.
Po przeniesieniu się do Alberty krótko związany był z drużyną Johna Morrisa. Wraz z nim przeszedł do nowego zespołu Martina. Nowa drużyna zajęła drugie miejsce w Canada Cup 2007 i zakwalifikowała się do Brier 2007. W mistrzostwach kraju Martin dostał się do strefy playoff z 4. miejsca jednak ostatecznie na nim pozostał.
Rok później Hebert znalazł się ponownie w the Brier, zespół wygrał turniej bez żadnej porażki. Dobra passa utrzymywała się również podczas Mistrzostw Świata 2008, Kanada przegrała w rundzie każdy z każdym tylko jeden mecz. Komplikacje wystąpiły podczas rundy playoff, jednak pomimo przegranego meczu 1-2 Kanada wystąpiła w finale. W ostatnim spotkaniu pokonała Szkocję (David Murdoch) 6:3.
W krajowych rozgrywkach 2009 drużyna Martina okazała się bezkonkurencyjna, bez żadnej porażki wygrała Boston Pizza Cup 2009 i Tim Hortons Brier 2009. Hebert uzyskał średnią skuteczność 89% i został wybrany do pierwszej drużyny All-Stars. Na MŚ 2009 Kanada po Round Robin zajmowała 1. miejsce. W playoff przegrała pierwszy mecz ze Szkocją, następnie wygrała półfinał ze Szwajcarią, w finale zdobyła srebrne medale ulegając ponownie Szkotom (David Murdoch) 6:7. Hebert był najskuteczniejszym otwierającym (90%).
Po wygranej w Canadian Olympic Curling Trials 2009 Ben Hebert reprezentował Kanadę na Zimowych Igrzyskach Olimpijskich 2010. W swoim debiucie olimpijskim zdobył złoty medal, w meczu finałowym Kanada zwyciężyła nad Norwegią 6:3.
Ben Hebert pracuje jako przedstawiciel ds. sprzedaży i marketingu w Fugro SESL Geomatics.

## Wielki Szlem
| Turniej                | 2004–05 | 2005–06 | 2006–07 | 2007–08 | 2008–09 | 2009–10 | 2010–11 | 2011-12 | 2012-13 | 2013-14 | 2014-15 |
| ---------------------- | ------- | ------- | ------- | ------- | ------- | ------- | ------- | ------- | ------- | ------- | ------- |
| Canadian Open          | A       | A       | W       | W       | F       | W       | QF      | QF      | x       | QF      |         |
| Masters                | F       | x       | SF      | QF      | QF      | QF      | QF      | SF      | SF      | F       | QF      |
| The National           | A       | F       | W       | W       | SF      | x       | W       | F       | SF      | QF      | x       |
| Elite 10               | –       | –       | –       | –       | –       | –       | –       | –       | –       | –       |         |
| Players’ Championships | x       | SF      | W       | F       | SF      | W       | W       | SF      | x       | W       |         |

| A  | = nie uczestniczył                         |
| x  | = nie zakwalifikował się do fazy finałowej |
| QF | = ćwierćfinał                              |
| SF | = półfinał                                 |
| F  | = finał                                    |
| W  | = zwycięstwo                               |

## Drużyna
|           | Czwarty       | Trzeci               | Drugi           | Otwierający |
| --------- | ------------- | -------------------- | --------------- | ----------- |
| 2014/2015 | Kevin Koe     | Marc Kennedy         | Brent Laing     | Ben Hebert  |
| 2013/2014 | Kevin Martin  | David Nedohin        | Marc Kennedy    | Ben Hebert  |
| 2006/2013 | Kevin Martin  | John Morris          | Marc Kennedy    | Ben Hebert  |
| 2003/2006 | Pat Simmons   | Jeff Sharp           | Chris Haichert  | Ben Hebert  |
| 2003      | Steve Laycock | Christopher Haichert | Michael Jantzen | Kyler Broad |

## Canadian Team Ranking System
Pozycje drużyn Bena Heberta w rankingu CTRS:
- 2013/2014: 3.[13]
- 2012/2013: 6.
- 2011/2012: 3.
- 2010/2011: 1.
- 2009/2010: 1.
- 2008/2009: 2.
- 2007/2008: 2.
- 2006/2007: 1.